# Dillon (Carolina del Sur)
Dillon es una ciudad situada en el estado de Carolina del Sur, en los Estados Unidos. Es sede del condado homónimo. La ciudad en el año 2000 tiene una población de 6.316 habitantes en una superficie de 12.5 km², con una densidad poblacional de 227.3 personas por km². 

## Geografía
Dillon se encuentra ubicada en las coordenadas 34°25′4″N 79°22′5″O / 34.41778, -79.36806. Según la Oficina del Censo, la ciudad tiene un área total de 12,5 km² (4,8 mi²), de la cual 12,5 km² (4,8 mi²) es tierra y 0 km² (0 mi²) (0.0%) es agua.

## Demografía
En el 2000 la renta per cápita promedia del hogar era de $25.267, y el ingreso promedio para una familia era de $34.758. El ingreso per cápita para la localidad era de $15.075. En 2000 los hombres tenían un ingreso per cápita de $26.897 contra $19.031 para las mujeres. Alrededor del 26% de la población estaba bajo el umbral de pobreza nacional. 